# Саконэ, Габриель
Габриель Саконэ (фр. Gabriel de Saconay или Saconnex, 1527—1580) — французский богослов, каноник в Лионе.  
Прославился своей фанатической ненавистью к Реформации.  Издал сочинение английского короля Генриха VIII против Лютера с едким предисловием. Кальвин ответил ему не менее едким памфлетом: «Congratulation à vénérable prêtre messire Gabr. de Saconay, touchant la belle et mignonne préface, dont il a remparé le livre du roi d'Angletterre». 
Главные труды Саконэ: «De la providence de Dieu sur les rois de France très-chrétiens» (Лион, 1568), «Traité de la vraie idolâtrie de notre temps» (Лион, 1568), «Discours des premiers troubles advenus à Lyon» etc. (Лион, 1569), «La Généalogie et la fin des huguenaux et découverte du calvinisme» (Лион, 1572; к этой книге приложены замечательные эстампы, придающие ей особую ценность).